# Temmondai Rock
Der Temmondai Rock (norwegisch Observatorieheia) ist eine Felsformation an der Kronprinz-Olav-Küste im ostantarktischen Königin-Maud-Land. Er ragt an der Ostseite der Mündung des Higashi-naga-iwa-Gletschers auf.
Kartiert und fotografiert wurde er von Teilnehmern der von 1957 bis 1962 dauernden japanischen Antarktisexpedition, die ihn 天文台岩 Temmondai-iwa (japanisch für Observatoriumsfelsen) benannten. Das US-amerikanische Advisory Committee on Antarctic Names übertrug die japanische Benennung 1968 ins Englische.